# Зіґфрід Марсель
Зіґфрід Ґеорґ Мартін Марсель (нім. Siegfried Georg Martin Marseille; 10 жовтня 1887, Пиріц, Німецька Імперія — 29 січня 1944, Новосільське, УРСР) — німецький офіцер, генерал-майор вермахту.
Батько Ганса-Йоахіма Марселя.

## Біографія
26 лютого 1907 року поступив на службу фанен-юнкером в 6-й бранденбурзький піхотний полк №52. Учасник Першої світової війни. 21 жовтня 1919 року вступив в поліцію безпеки Галле. 27 березня 1920 року демобілізований, наступного дня вступив в управління поліції Галле. 1 січня 1930 року перейшов в управління поліції Обергаузена. 1 жовтня 1935 року поступив на службу в вермахт і призначений командиром оборонного району «Бремен 2». З 30 червня 1942 року — командир 324-ї гарнізонної комендатури (Курськ). Вбитий партизанами.

## Звання[1]
- Фанен-юнкер (26 лютого 1907)
- Лейтенант (18 серпня 1908)
- Гауптман
- Майор поліції (1 квітня 1923)
- Оберст поліції (1 серпня 1935)
- Оберст вермахту (1 жовтня 1935)
- Генерал-майор (1 липня 1941)

## Нагороди[1]
- Залізний хрест 2-го і 1-го класу
- Орден «За військові заслуги» (Баварія) 4-го класу з мечами
- Хрест «За військові заслуги» (Австро-Угорщина) 3-го класу з військовою відзнакою
- Нагрудний знак пілота-спостерігача (Пруссія)
- Нагрудний знак польового пілота (Австро-Угорщина)
- Нагрудний знак «За поранення» в чорному
- Почесний хрест ветерана війни з мечами
- Медаль «За вислугу років у Вермахті» 4-го, 3-го, 2-го і 1-го класу (25 років)
- Пам'ятна військова медаль (Угорщина) з мечами
- Застібка до Залізного хреста 2-го класу
- Хрест Воєнних заслуг 2-го і 1-го класу з мечами